# Giulio Lorenzo Selvaggio
Giulio Lorenzo Selvaggio (Napoli, 10 agosto 1728 – Napoli, novembre 1772) è stato un giurista e archeologo italiano.

## Biografia
Fece ingresso nel seminario di Napoli nel 1744 e fu ordinato sacerdote nel 1752. In seguito si dedicò allo studio della storia, della filosofia e delle lingue orientali.
Divenne censore di libri ed esaminatore sinodale per l'arcidiocesi di Napoli e scrisse le note per l'edizione italiana della storia ecclesiastica dello storico luterano Johann Lorenz von Mosheim.
Nominato professore di diritto canonico nel 1764, pubblicò Institutionum canonicarum libri tres (Padova, 1770) e alcune conferenze sul diritto civile, interessanti dal punto di vista della legge napoletana dell'epoca. Poiché il lavoro di Tommaso Maria Mamachi sulle antichità cristiane era rimasto incompiuto, Selvaggio decise di occuparsi dello stesso argomento in un lavoro più limitato, ma morì prima di terminarlo. Il suo amico Alessandro Maria Calefati continuò la pubblicazione delle Antiquitatum ecclesiasticarum institutiones (6 vol., Napoli, 1772-1776), anteponendo ad esse una biografia dell'autore: Commentarius de vita et scriptis J. L. Selvagii.